# Sportvereinigung Bayer 04 Leverkusen 1962-1963
Questa voce raccoglie le informazioni riguardanti la Sportvereinigung Bayer 04 Leverkusen nelle competizioni ufficiali della stagione 1962-1963.

## Stagione
Nella stagione 1962-1963 il Bayer Leverkusen, allenato da Fritz Pliska, concluse il campionato di Oberliga ovest al 9º posto.

## Rosa
| N. |                     | Ruolo | Calciatore          |
| -- | ------------------- | ----- | ------------------- |
|    | Germania (bandiera) | P     | Ernst Dykstra       |
|    | Germania (bandiera) | P     | Hans Kuhlmann       |
|    | Germania (bandiera) | P     | Manfred Manglitz    |
|    | Germania (bandiera) | D     | Werner Biskup       |
|    | Germania (bandiera) | D     | Heinz Godyla        |
|    | Germania (bandiera) | D     | Günter Haarmann     |
|    | Germania (bandiera) | D     | Klaus Niemuth       |
|    | Germania (bandiera) | D     | Werner Torner       |
|    | Germania (bandiera) | D     | Horst Wehrle        |
|    | Germania (bandiera) | C     | Dörner              |
|    | Germania (bandiera) | C     | Manfred Henrichwark |

| N. |                     | Ruolo | Calciatore        |
| -- | ------------------- | ----- | ----------------- |
|    | Germania (bandiera) | C     | Klaus Heydenreich |
|    | Germania (bandiera) | C     | Gerd Kubaschek    |
|    | Germania (bandiera) | C     | Günter Pospiech   |
|    | Germania (bandiera) | A     | Werner Görts      |
|    | Germania (bandiera) | A     | Heinz Höher       |
|    | Germania (bandiera) | A     | Uwe Klimaschefski |
|    | Germania (bandiera) | A     | Hans-Otto Peters  |
|    | Germania (bandiera) | A     | Karl Rafet        |
|    | Germania (bandiera) | A     | Werner Röhrig     |
|    | Germania (bandiera) | A     | Helmut Weber      |
|    | Germania (bandiera) | A     | Hans Zimmermann   |

## Organigramma societario
Area tecnica
- Allenatore: Fritz Pliska
- Allenatore in seconda:
- Preparatore dei portieri:
- Preparatori atletici:
- Analisi video:

## Calciomercato

### Sessione estiva
| Acquisti | Acquisti            | Acquisti            | Acquisti |
| R.       | Nome                | da                  | Modalità |
| -------- | ------------------- | ------------------- | -------- |
| D        | Werner Biskup       | VfB Bottrop         |          |
| P        | Ernst Dykstra       | Siegburger SV 04    |          |
| A        | Werner Görts        | Cronenberger SC     |          |
| C        | Manfred Henrichwark | Phönix Ludwigshafen |          |

| Cessioni | Cessioni | Cessioni | Cessioni |
| R.       | Nome     | a        | Modalità |
| -------- | -------- | -------- | -------- |

## Risultati

### Oberliga ovest

#### Girone di andata
| Arbitro: | Schörnich |

|                    |           |                              |
| Ipta 34’ Kreuz 59’ | Marcatori | 53’ Peters 65’ Klimaschefski |

| Arbitro: | Buschhorn |

|                              |           |                             |
| Klimaschefski 73’ Peters 88’ | Marcatori | 7’ Bensmann 58’ Pohlschmidt |

| Arbitro: | Fork |

|                        |           |            |
| Paschke 29’ Tönges 78’ | Marcatori | 83’ Peters |

| Arbitro: | Hoffmann |

|                                        |           |                            |
| Görts 24’ Röhrig 53’ Klimaschefski 59’ | Marcatori | 68’ Schmidt 85’ Roggensack |

| Arbitro: | Wolf |

|          |           |           |
| Lotz 89’ | Marcatori | 24’ Höher |

| Arbitro: | Weyland |

|                        |           |                                          |
| Klimaschefski 29’, 63’ | Marcatori | 43’, 54’ Hülß 47’ Kremer 86’, 88’ Schult |

| Arbitro: | Baumgärtel |

|  |           |                      |
|  | Marcatori | 28’ Peters 71’ Görts |

| Arbitro: | Wortmann |

|                                                             |           |                                                        |
| Peters 11’ Höher 12’ Klimaschefski 32’ Heydenreich 57’, 63’ | Marcatori | 33’ Marquardt 35’ (rig.) Barwenzik 45’ (aut.) Haarmann |

| Colonia 13 ottobre 1962 9ª giornata | Colonia | 0 – 0 referto | Bayer Leverkusen | Müngersdorfer Stadion (12 000 spett.)\| Arbitro: \| Epping \| |
| Arbitro:                            | Epping  |               |                  |                                                               |

| Arbitro: | Hackforth |

|                 |           |             |
| Heydenreich 14’ | Marcatori | 45’ Glenski |

| Arbitro: | Leidag |

|            |           |  |
| Rummel 51’ | Marcatori |  |

| Arbitro: | Buschhorn |

|            |           |              |
| Röhrig 32’ | Marcatori | 71’ Pöggeler |

| Arbitro: | Schleißner |

|                         |           |                     |
| Kubaschek 8’ Röhrig 62’ | Marcatori | 5’ Crawatzo 7’ Kohn |

| Arbitro: | Vieler |

|                                       |           |              |
| Rinas 24’ Häfner 66’ Wirth 75’ (rig.) | Marcatori | 37’ Pospiech |

| Arbitro: | Weyland |

|                              |           |                         |
| Peters 3’, 52’ Kubaschek 58’ | Marcatori | 73’ Krämer 79’ Schöngen |

#### Girone di ritorno
| Leverkusen 17 marzo 1963 16ª giornata | Bayer Leverkusen | 0 – 0 referto | Schalke 04 | Ulrich-Haberland-Stadion (20 000 spett.)\| Arbitro: \| Hense \| |
| Arbitro:                              | Hense            |               |            |                                                                 |

| Arbitro: | Hillebrand |

|           |           |            |
| Beyer 86’ | Marcatori | 72’ Peters |

| Arbitro: | Pescher |

|                           |           |            |
| Schütz 37’, 62’ Sturm 86’ | Marcatori | 63’ Biskup |

| Arbitro: | Hackforth |

|                |           |           |
| Görts 44’, 53’ | Marcatori | 78’ Meyer |

| Arbitro: | Irmer |

|                           |           |  |
| Wrenger 34’ Barwenzik 67’ | Marcatori |  |

| Arbitro: | Schleißner |

|                                                             |           |                                               |
| Peters 27’, 51’ Heydenreich 39’ Klimaschefski 67’ Görts 88’ | Marcatori | 13’ Thielen 68’ Müller 73’ Sturm 80’ Benthaus |

| Arbitro: | Baumgärtel |

|                                                              |           |              |
| Henrichwark 7’ Klimaschefski 15’, 54’ Wehrle 39’ Niemuth 64’ | Marcatori | 74’ Trimhold |

| Arbitro: | Hennig |

|              |           |                            |
| Gehlisch 49’ | Marcatori | 31’ Peters 82’ Heydenreich |

| Arbitro: | Heß |

|            |           |  |
| Laumen 43’ | Marcatori |  |

| Arbitro: | Leidag |

|                          |           |                                          |
| Biskup 6’ Zimmermann 46’ | Marcatori | 4’, 20’ Bergmann 58’ Schulz 64’ Augustat |

| Arbitro: | Nawrocki |

|                                   |           |         |
| Klimaschefski 62’ Heydenreich 78’ | Marcatori | 7’ Lotz |

| Arbitro: | Epping |

|                            |           |  |
| Peters 26’ Heydenreich 31’ | Marcatori |  |

| Arbitro: | Rudloff |

|                                                                 |           |  |
| Klever 3’ (rig.) Kremer 30’ Lefkes 36’ Matischak 38’ Schult 88’ | Marcatori |  |

| Arbitro: | Höfer |

|                |           |            |
| Sondermann 33’ | Marcatori | 67’ Peters |

| Arbitro: | Silva |

|                         |           |                   |
| Bergstein 62’ Esser 73’ | Marcatori | 82’ (rig.) Biskup |

## Statistiche

### Statistiche di squadra
| Competizione   | Punti | In casa | In casa | In casa | In casa | In casa | In casa | In trasferta | In trasferta | In trasferta | In trasferta | In trasferta | In trasferta | Totale | Totale | Totale | Totale | Totale | Totale | DR |
| Competizione   | Punti | G       | V       | N       | P       | Gf      | Gs      | G            | V            | N            | P            | Gf           | Gs           | G      | V      | N      | P      | Gf     | Gs     | DR |
| -------------- | ----- | ------- | ------- | ------- | ------- | ------- | ------- | ------------ | ------------ | ------------ | ------------ | ------------ | ------------ | ------ | ------ | ------ | ------ | ------ | ------ | -- |
| Oberliga ovest | 30    | 15      | 8       | 5       | 2       | 37      | 29      | 15           | 2            | 5            | 8            | 13           | 25           | 30     | 10     | 10     | 10     | 50     | 54     | -4 |
| Totale         | 30    | 15      | 8       | 5       | 2       | 37      | 29      | 15           | 2            | 5            | 8            | 13           | 25           | 30     | 10     | 10     | 10     | 50     | 54     | -4 |

### Andamento in campionato
| Giornata  | 1 | 2 | 3 | 4 | 5 | 6  | 7  | 8 | 9 | 10 | 11 | 12 | 13 | 14 | 15 | 16 | 17 | 18 | 19 | 20 | 21 | 22 | 23 | 24 | 25 | 26 | 27 | 28 | 29 | 30 |
| --------- | - | - | - | - | - | -- | -- | - | - | -- | -- | -- | -- | -- | -- | -- | -- | -- | -- | -- | -- | -- | -- | -- | -- | -- | -- | -- | -- | -- |
| Luogo     | T | C | T | C | T | C  | T  | C | T | C  | T  | C  | C  | T  | C  | C  | T  | T  | C  | T  | C  | C  | T  | T  | C  | C  | C  | T  | T  | T  |
| Risultato | N | N | P | V | N | P  | V  | V | N | N  | P  | N  | N  | P  | V  | N  | N  | P  | V  | P  | V  | V  | V  | P  | P  | V  | V  | P  | N  | P  |
| Posizione | 7 | 7 | 9 | 9 | 9 | 11 | 11 | 8 | 7 | 7  | 8  | 7  | 8  | 10 | 9  | 8  | 10 | 10 | 10 | 10 | 10 | 9  | 8  | 9  | 9  | 8  | 8  | 8  | 8  | 9  |

Legenda:

Luogo: C = Casa; T = Trasferta. Risultato: V = Vittoria; N = Pareggio; P = Sconfitta.

### Statistiche dei giocatori
| W. Biskup        | 30 | 3  | 0 | 0 |
| E. Dykstra       | 3  | 0  | 0 | 0 |
| D. Dörner        | 0  | 0  | 0 | 0 |
| H. Godyla        | 5  | 0  | 0 | 0 |
| W. Görts         | 25 | 5  | 0 | 0 |
| G. Haarmann      | 20 | 0  | 0 | 0 |
| M. Henrichwark   | 14 | 1  | 0 | 0 |
| K. Heydenreich   | 23 | 7  | 0 | 0 |
| H. Höher         | 25 | 2  | 0 | 0 |
| U. Klimaschefski | 25 | 10 | 0 | 1 |
| G. Kubaschek     | 6  | 2  | 0 | 0 |
| H. Kuhlmann      | 1  | 0  | 0 | 0 |
| M. Manglitz      | 26 | 0  | 0 | 1 |
| K. Niemuth       | 24 | 1  | 0 | 0 |
| H. Peters        | 27 | 13 | 0 | 0 |
| G. Pospiech      | 5  | 1  | 0 | 0 |
| K. Rafet         | 2  | 0  | 0 | 0 |
| W. Röhrig        | 14 | 3  | 0 | 0 |
| W. Torner        | 25 | 0  | 0 | 0 |
| H. Weber         | 5  | 0  | 0 | 0 |
| H. Wehrle        | 18 | 1  | 0 | 0 |
| H. Zimmermann    | 7  | 1  | 0 | 0 |